# Structure (pétrographie)
Pour les articles homonymes, voir Structure.
En pétrographie, la structure d'une roche qualifie la disposition des minéraux et des roches dans leur contexte géologique.

## Différences de vocabulaire
Les pétrographes font une différence entre structure et texture, mais elle n'est pas la même selon qu'ils sont francophones ou anglophones :
|           | Français | Anglais[réf. nécessaire]                                                |
| --------- | --- | ----------------------------------------------------------------------- |
| Texture   | Disposition mutuelle des minéraux, le plus souvent à l'échelle microscopique (échelles de l'échantillon, de la lame mince) | Aspect physique, taille, forme et arrangement des éléments constitutifs |
| Structure | Disposition des minéraux et des roches dans leur contexte géologique (échelles de l'affleurement, du paysage)              | Caractère mégascopique, à l’échelle de l’affleurement                   |